# Indian Love Call/China Doll
Indian Love Call/China Doll è un singolo di Slim Whitman, pubblicato nel 1952.

## Descrizione
Il disco raggiunse la seconda posizione nella classifica country negli Stati Uniti, entrando anche nella Top Ten Pop, rendendo Whitman una star. Nel 1955 entrò anche nella Top Ten britannica.

## Tracce
Lato A
1. Indian Love Call (testo: Otto Harbach e Oscar Hammerstein II – musica: Rudolf Friml; edizioni musicali Harms Inc.)

Lato B
1. China Doll (testo: Gerald Cannan – musica: Kenny Cannan; edizioni musicali Tune Towne Tunes)